# Philippe Pradayrol
Philippe (Philip) Pradayrol, (* 16. června 1966 v Avignonu – 8. prosince 1993 v Provence, Francie) byl francouzský zápasník – judista.

## Sportovní kariéra
Ve francouzské seniorské reprezentaci se pohyboval od roku 1986. V roce 1988 dosahoval velmi dobrých výsledků, ale olympijskou nominaci na olympijské hry v Soulu prohrál s Patrickem Rouxem. Od roku 1989 se stal reprezentační jedničkou a tuto pozici držel pět let. V roce 1992 patřil k velkým favoritům na zlatou olympijskou medaili na olympijských hrách v Barceloně, ale ve čtvrtfinále ho zaskočil Němec Richard Trautmann. V boji o třetí místo podlehl Japonci Tadanori Košinovi a obsadil 5. místo. Jeho sportovní kariéru a život ukončila ve věku 27 let autohavárie v prosinci 1993.

### Vítězství
- 1988 - 1x světový pohár (Paříž)

## Výsledky
| Turnaj             | 1986       | 1987       | 1988       | 1989       | 1990       | 1991       | 1992       | 1993       |
| Turnaj             | 20         | 21         | 22         | 23         | 24         | 25         | 26         | 27         |
| Turnaj             | superlehká | superlehká | superlehká | superlehká | superlehká | superlehká | superlehká | superlehká |
| ------------------ | ---------- | ---------- | ---------- | ---------- | ---------- | ---------- | ---------- | ---------- |
| Olympijské hry     |            |            | —          |            |            |            | 5.         |            |
| Mistrovství světa  |            | —          |            | úč.        |            | 3.         |            | 7.         |
| Mistrovství Evropy | —          | —          | —          | 3.         | 1.         | 1.         | 2.         | —          |
| MS juniorů         | úč.        |            |            |            |            |            |            |            |
| ME juniorů         | 1.         |            |            |            |            |            |            |            |